# Al-Ghassanijja (Ajn al-Arab)
Al-Ghassanijja (arab. الغسانية) – wieś w Syrii, w muhafazie Aleppo, w dystrykcie Ajn al-Arab. W 2004 roku liczyła 1386 mieszkańców.